# Einar Kristjánsson (Schriftsteller)
Einar Kristjánsson (* 26. Oktober 1911; † 6. Juli 1996) war ein isländischer Schriftsteller.

## Leben
Nach einer Ausbildung an der Internats-Fortbildungsschule in Reykholt besuchte er die Landwirtschaftsschule Hvanneyri. Er arbeitete dann als Landwirt am Þistilfjörður im nordöstlichen Teil Islands. Später war er als Hausmeister in der Grundschule in Akureyri tätig.
Er verfasste diverse Erzählungen, die in fünf Bänden veröffentlicht wurden. Darüber hinaus schrieb er ein Hörspiel und ein Drama.